# Церква Всесвятої Богородиці (Мутулла)
Церква Панагії ту Мутулла (грец. Εκκλησία της Παναγίας του Μουτουλλά — Церква Всесвятої (Богородиці) з Мутулли) — чотиригранна однонавна візантійська церква, розташована в селищі Мутуллас у центрі гірського хребта Троодос в долині Марафаса, район Левкосія на острові Кіпр. Церква входить до складу об'єкта Світової спадщини ЮНЕСКО «Церкви з розписами в районі Троодос» (з 1985). Розпис церкви Панагії ту Мутулла — єдиний точно датований твір монументального живопису XIII століття, збережений на Кіпрі до наших днів.

## Історія
Церкву Панагії ту Мутулла побудували та розписали 1280 року на кошти Іоанніса Мутулласа і його дружини Іріні, про що свідчить напис на її північній стіні біля вівтаря, де вони трохи вище обидва зображені з моделлю церкви в руках. З цього можна зробити висновок, що церкву будували як їх сімейний храм. У XV — XVI століттях кількість фресок збільшилась.
Церква Панагії ту Мутулла належить до найбільш ранніх церковних будівель з високим та крутим двосхилим черепичним дахом з дерева, типовим для церков Троодоса. Черепицю, судячи з усього, виготовляли тут само, про що свідчать виявлені неподалік спеціальні печі. У ΧΙV — XV століттях неф церкви був оточений галереєю північної та західної сторін. Церква має два входи, з західної та північної сторін, висотою 1,75 метра.
У 1-й половині XVI століття до церкви був прибудований нартекс, до цього ж періоду належать західний і північий боки церкви. Нартекс знаходиться під загальним дерев'яним дахом церкви.

## Фрески
Стиль фресок, якими розписана церква Панагії ту Мутулла, являє собою поєднання візантійського живопису XII століття з елементами західного мистецтва, а також мистецтва східних держав хрестоносців, Каппадокії, Криту та інших грецьких земель. ім'я автора фресок церкви Панагії ту Мутулла не відоме.
Фресками розписані як внутрішнє приміщення, так і частина екстер'єру. На вівтарній апсиді знаходиться зображення Богородиці типу оранта з немовлям Ісусом. З боків від неї перебувають архангели Михаїл і Гавриїл з кадилами в руках. У нижній частині апсиди зображені святі під час літургії: Миколай, Іван Золотоустий, Григорій, Василій, Єпіфаній і Авксівій.
У східній нижній частині апсиди розташована фреска «Благовіщення Пресвятої Богородиці». На Богородицю сходять три промені божественного світла як символ Святої Трійці. Зірки на Богородиці символізують її непорочність. Зображені поруч змії, що згорнулись клубком, є константинопольським образом.
На опорі південної стіни є образ Христа Пантократора, який правою рукою благословляє, а в лівій тримає Євангеліє. На опорі північної стіни зображено Богородицю під час молитви.
Крім перерахованих образів, на стінах церкви містяться фрески з сюжетами Різдва Христового, Поклоніння волхвів, першого обмивання Христа двома жінками. В XIV — XV століттях додали фреску на тему Стрітення Христового. У верхній частині західної стіни знаходяться фрески з трьома сценами життя Ісуса Христа: Воскресіння Лазаря, Вхід Господній у Єрусалим і Розп'яття Ісуса Христа. Фреска з Воскресінням Лазаря сильно пошкоджена, збереглася лише права її частина. У верхній частині північної стіни знаходяться фрески зі сценами Зішестя Христа в пекло та Успіння Богородиці. Остання виконана прямо над північним входом до церкви. Ще одна фреска, наступна за Успінням Богородиці, не збереглася. На нижній частині всіх фресок, як і в інших подібних церквах, поміщені образи святих.
На зовнішній західній стіні церковної галереї знаходяться дві фрески: на одній зображений Христос, що сидить на престолі, на іншій — святий Юрій (Георгій) Змієборець на коні. Ці фрески виконав, швидше за все, вже інший художник. На зовнішній північній стіні, по обидва боки від північного входу в церкву, знаходяться фрески зі сценами Другого Пришестя та Страшного суду, що датуються 2-ю половиною XIV століття. На цій самій стіні зображені Неопалима Купина й сім отроків Ефеських, а також свята Варвара та свята Катерина. Ці фрески були виконані наприкінці XV — початку XVI століття.